# Угерски-Брод
Угерски-Брод (чеш. Uherský Brod) — город в Злинском краю Моравии, Чехия. Его название переводится как Венгерский брод. Права города получил в 1272 году, известен с 1140 года как Брод. После гонения на протестантов в годы Тридцатилетней войны практически обезлюдел. В дальнейшем вплоть до середины XX века основное население Брода составляли евреи.

## ЕЭБЕо еврейской общине Угерски-Брода
Еврейская община, одна из старейших и прежде значительнейших в стране, возникла, по всей вероятности, уже в XVI в. Возбудив ненависть мещан (Угерски-Брод был важным торговым пунктом), городской совет обратился в 1588 г. к владельцу города с просьбой, чтобы в Угерски-Броде не было более 4 еврейских домов, что тот и обещал совету. Дальнейшие сведения ο евреях встречаются лишь ок. 100 лет спустя. 14 июля (20 Таммуза) 1683 г. куруцы под командой Петнегази (Petnehazy) напали на город и опустошили его, погибло 113 евреев, пожар же истребил 65 еврейских домов.
Среди сохранившихся имён — помощник раввина Натана Ганновера, спасшийся от смерти во время преследования Хмельницкого в 1648 г.; многие евреи погибли от огня в подвалах, где они скрывались от куруцов. Правительство возместило евреям убытки и распорядилось разрушить старую синагогу, вместо которой была построена новая. День 20 Таммуза сохранился в памяти общины: в этот день до сих пор помнят о 37 убитых в городе и в венгерской общине Waag-Neustadtl, которая была образована бежавшими из Угерски-Брода.
В последние десятилетия XVII века еврейские купцы Угерски-Брода посещали лейпцигские ярмарки. В конце XVII века дважды (в 1676 и 1700 гг.) заседали в Угерски-Броде съезды областных депутатов Моравии с участием главного раввина (1700), принявшие ряд важных постановлений для внутренней жизни моравских евреев. Евреи, владевшие тогда 76 домами, в 1727 году были выделены в особую общину с особым правлением. Эта автономная «Judengemeinde» сохранилась поныне (1909), получив в 1849 г. название «politische Judengemeinde».
Для религиозных нужд в 1890 г. образовалась вероисповедная община (Kultusgemeinde). В 1834 г. в ней числилось 107 домов, в 1900 г. — 100; в 1798—1848 гг. в Угерски-Броде жило 160 семейств. Население Judengemeinde уменьшилось с 1882 в 1848 г. до 477 чел. в 1900 г. (в её пределах живёт 98 неевреев). В самом городе имеется, кроме того, еврейское население в 348 душ (1900). — В местностях, входящих в состав судебной области (Gerichtsbezirk) Угерски-Брода, числились ещё 233 еврея (1900).

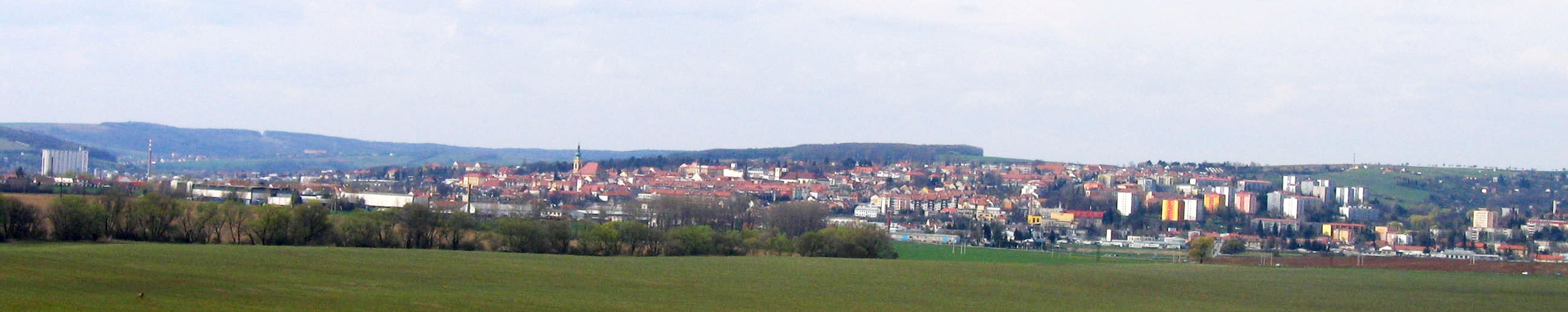
Панорамный вид города

## Население
| Год  | Численность | Численность |
| ---- | ----------- | ----------- |
| 1869 | 5855        | [ 9 ]       |
| 1880 | 6492        | [ 9 ]       |
| 1890 | 6935        | [ 9 ]       |
| 1900 | 7399        | [ 9 ]       |
| 1910 | 8014        | [ 9 ]       |
| 1921 | 8384        | [ 9 ]       |
| 1930 | 8821        | [ 9 ]       |
| 1950 | 9856        | [ 9 ]       |
| 1961 | 12 565      | [ 9 ]       |
| 1970 | 11 197      | [ 3 ]       |
| 1980 | 17 459      | [ 9 ] [ 3 ] |
| 1991 | 17 721      | [ 9 ] [ 3 ] |
| 2001 | 17 592      | [ 9 ]       |
| 2014 | 16 720      | [ 10 ]      |
| 2015 | 16 631      |             |
| 2016 | 16 591      | [ 11 ]      |
| 2017 | 16 590      | [ 12 ]      |
| 2018 | 16 522      | [ 13 ]      |
| 2019 | 16 493      | [ 14 ]      |
| 2020 | 16 441      | [ 15 ]      |
| 2021 | 16 409      | [ 16 ]      |
| 2022 | 16 206      | [ 17 ]      |
| 2023 | 16 410      | [ 18 ]      |
| 2024 | 16 444      | [ 5 ]       |

## Города-побратимы
- Naarden[вд], Нидерланды
- Нове-Место-над-Вагом, Словакия

## Известные уроженцы
- Богач, Ладислав (1907—1978) — чехословацкий актёр театра и кино, режиссёр.